# Coreglia Ligure
Coréglia Lìgure (Coegia in ligure) è un comune italiano sparso di 246 abitanti della città metropolitana di Genova in Liguria. La sede comunale si trova nella località di Pian dei Manzi.

## Geografia fisica
Il territorio comunale si trova alla falde del monte Pegge (774 m), nella media val Fontanabuona.
Il territorio è quasi interamente montuoso e le altezze vanno da un minimo di 66 m in località Pian di Coreglia ad un massimo di 775 m del monte Pegge. Tra le vette del territorio il monte Rosa (692 m), il monte Perini (689 m).

## Storia

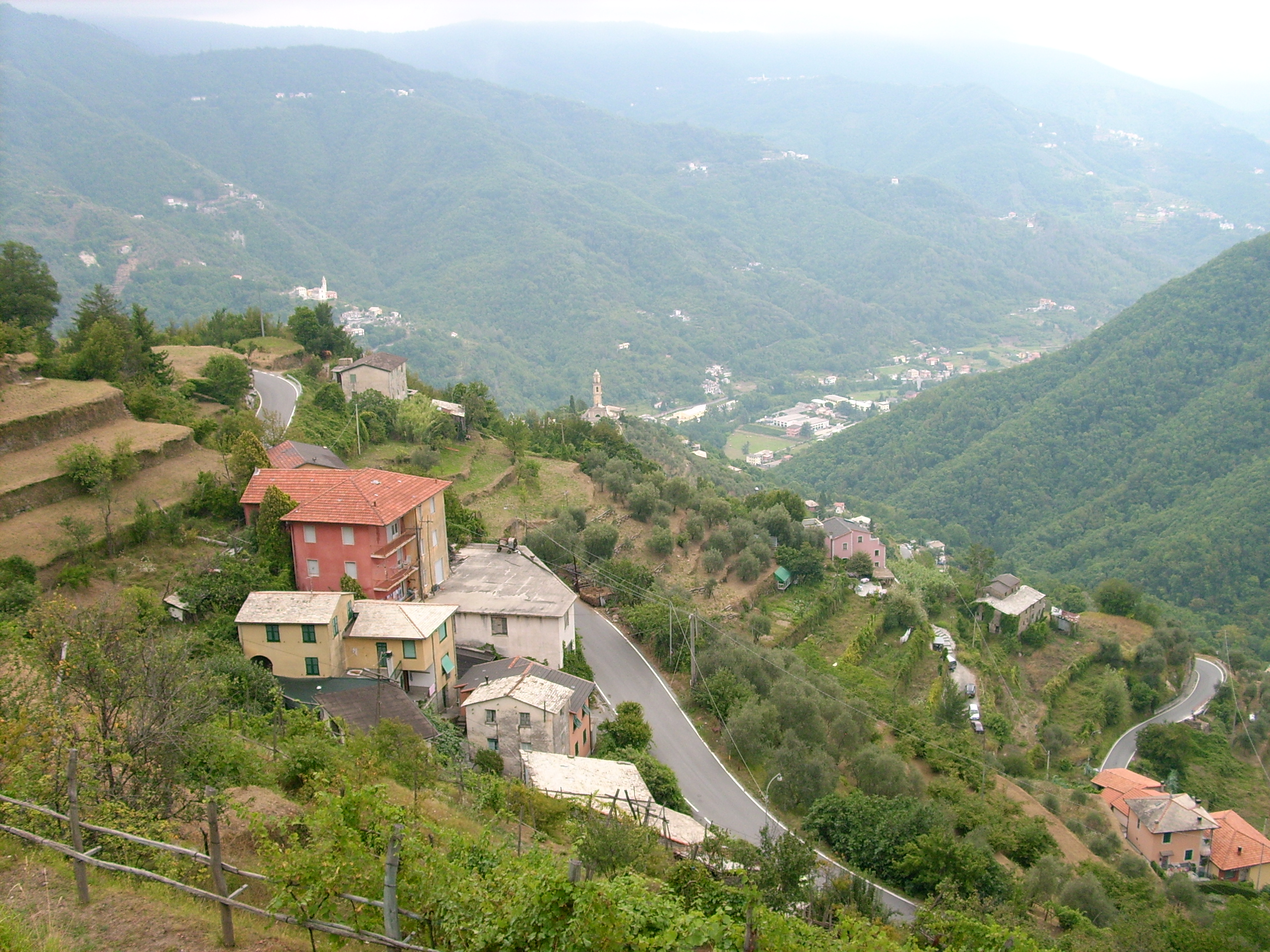
Scorcio di Coreglia Ligure

Essa fece parte della pieve di Cicagna fino al 1621.
L'esistenza del comune (il cui toponimo deriva dal latino Corilius) è testimoniata per la prima volta nel 1034, ipotesi sostenuta dallo storico rapallese Arturo Ferretto.
Posto al crocevia di alcune fondamentali vie di comunicazione fra la costa rapallese e l'entroterra (val Fontanabuona), è stato nei secoli punto di passaggio obbligato, tanto che nelle sue vicinanze fu istituito l'hospitalis de Monte Oscano, punto di riscossione dei pedaggi della famiglia Malaspina. Amministrativamente fu sottoposto inizialmente nella podesteria di Rapallo e poi, dal 1608, nel successivo capitaneato rapallese, nello storico "quartiere" di Oltremonte.

Nel 1797 con la dominazione francese di Napoleone Bonaparte rientrò dal 2 dicembre nel dipartimento dell'Entella, con capoluogo Chiavari, all'interno della Repubblica Ligure. Dal 28 aprile del 1798 con i nuovi ordinamenti francesi, Coreglia rientrò nel III cantone, capoluogo Carasco, della giurisdizione dell'Entella e dal 1803 centro principale del I cantone dell'Entella nella giurisdizione dell'Entella. Annesso al Primo Impero francese, dal 13 giugno 1805 al 1814 venne inserito nel dipartimento degli Appennini.

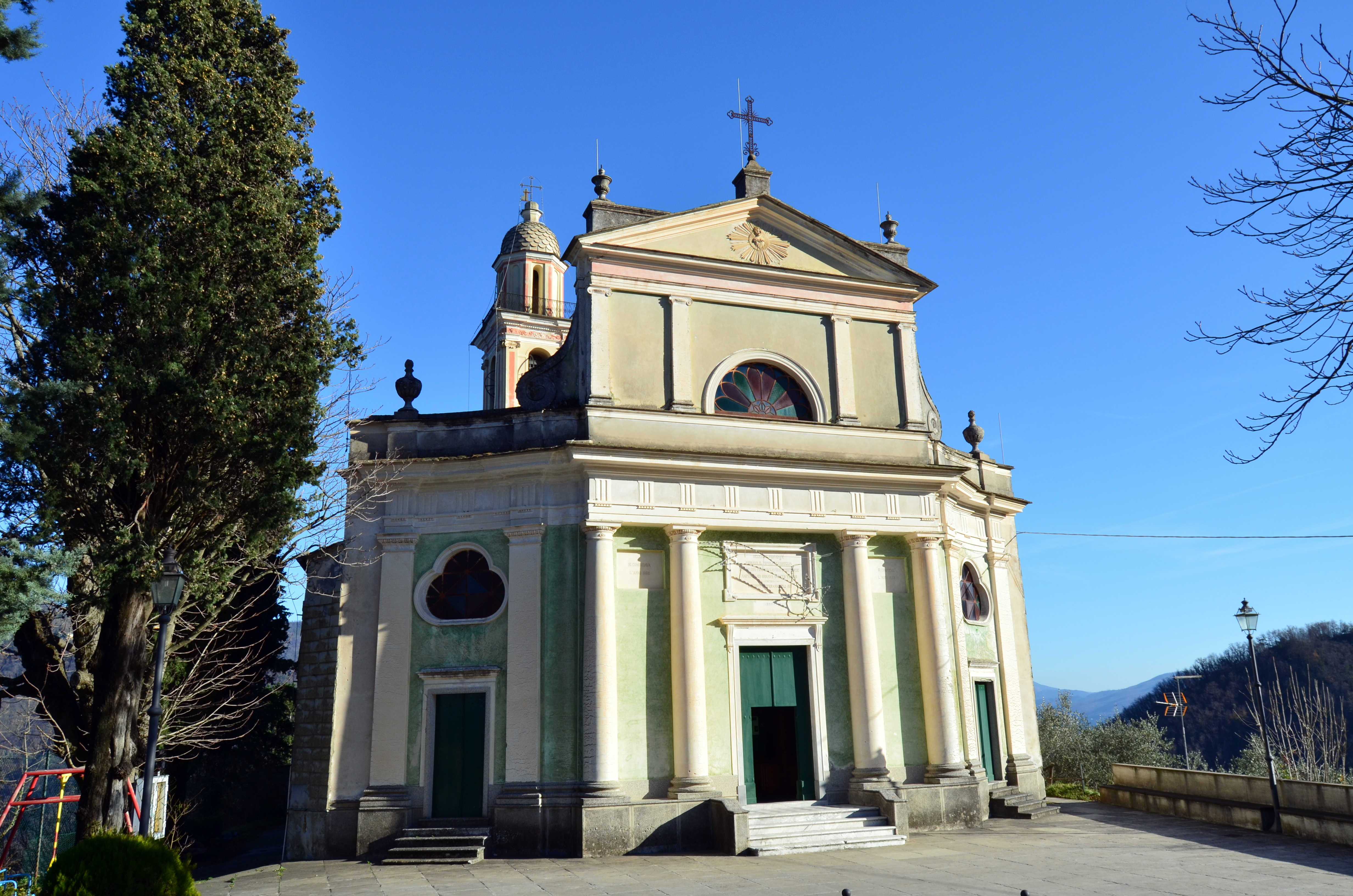
La chiesa di San Nicolò a Coreglia Ligure

Nel 1815 fu inglobato nel Regno di Sardegna, secondo le decisioni del congresso di Vienna del 1814, che sottopose la municipalità di Coreglia nella provincia di Chiavari sotto la divisione di Genova. Dal 1859 al 1926 il territorio fu compreso nel VI mandamento di Cicagna del circondario di Chiavari dell'allora provincia di Genova, nel Regno d'Italia.
Nel 1863 assunse la denominazione di Coreglia di Fontanabuona fino a tramutare ancora, nel 1888, nell'odierna denominazione di Coreglia Ligure. Durante il XX secolo subì una forte emigrazione degli abitanti verso il continente americano.
Durante la seconda guerra mondiale tra le località di Pian di Coreglia e Calvari (San Colombano Certenoli) fu costruito nel 1941 il 52º campo di concentramento da parte del Genio militare della caserma di Caperana di Chiavari; nel periodo tra il 1941 e l'8 settembre 1943 il "Campo prigionieri di guerra", soprattutto soldati inglesi o del Commonwealth catturati in Africa, accolse nella struttura circa 15 000 prigionieri per una capienza massima stabilita di 4.000 persone. Nel periodo successivo all'8 settembre 1943 il campo fu brevemente usato dal dicembre 1943 al gennaio 1944 come uno dei campi di concentramento della Repubblica Sociale Italiana per la Provincia di Genova. Vi transitarono 29 ebrei che saranno tutti deportati nel campo di Auschwitz.
Dal 1973 al 30 aprile 2011 ha fatto parte della Comunità montana Fontanabuona.

### Simboli
Stemma
Gonfalone

Lo stemma e il gonfalone sono stati concessi con decreto del presidente della Repubblica del 27 dicembre 2009.. 

## Monumenti e luoghi d'interesse

### Architetture religiose
- Chiesa parrocchiale di San Nicolò nella frazione di Coreglia Ligure, citata per la prima volta nel XII secolo e ampliata nel XVIII secolo.
- Chiesa parrocchiale di San Giacomo nella frazione di Canevale, citata nella seconda metà del XVI secolo e ampliata nel XVII secolo.
- Cappella e casa natale di Giovanni Chichizola, edificata nel 1882, nella frazione di Canevale. L'edificio venne costruito sui resti della casa natale del contadino a cui apparve il 2 luglio 1557, seconda la tradizione religiosa, la Madonna (Nostra Signora di Montallegro) lungo il sentiero boschivo tra la frazione e l'allora borgo di Rapallo.
- Chiesa parrocchiale di San Martino di Tours nella frazione di Dezerega, del XII secolo.
- Cappella di San Bartolomeo nella località di Pian di Coreglia. L'edificio venne edificato e aperto al culto nel 1749 sui resti di un preesistente ospitale, intitolato a san Pietro e di origine medievale. Tale cappella fu al centro di alcune vicende storiche per acquisirne la giurisdizione tra la due comunità parrocchiale di San Nicolò di Coreglia e San Giacomo di Canevale. L'ospitale, citato a partire già dal 1034 (ecclesia cum hospitale di San Pietro de monte Oscano), fu un bene appartenente alla chiesa parrocchiale di San Michele di Soglio (Orero) fino al 1584 quando le cronache lo citano oramai in rovina.

## Società

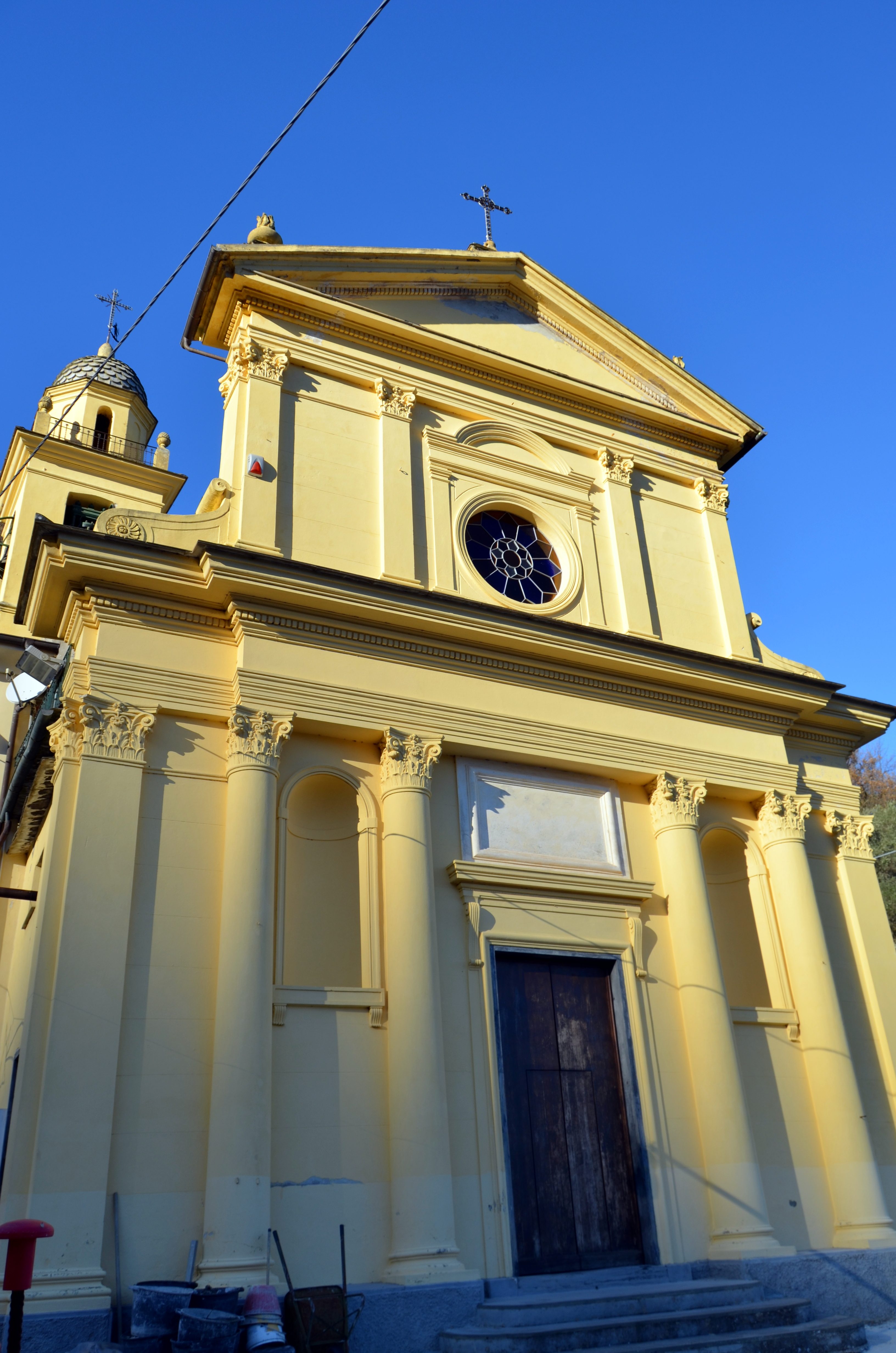
La chiesa parrocchiale di San Giacomo nella frazione di Canevale

### Evoluzione demografica
Abitanti censiti

### Etnie e minoranze straniere
Secondo i dati Istat al 31 dicembre 2022, i cittadini stranieri residenti a Coreglia Ligure sono 8.

## Geografia antropica
Il territorio comunale è costituito dalle "ville" principali di Coreglia Ligure, Canevale e Dezerega e anche dalle località di Pian di Coreglia, Pian dei Manzi (dove ha sede l'ente comunale) e Vallefredda, per un totale di 8 km2.
Confina a nord con i comuni di Cicagna e Orero, a sud con Zoagli, ad ovest con Rapallo e ad est con San Colombano Certenoli.

## Economia

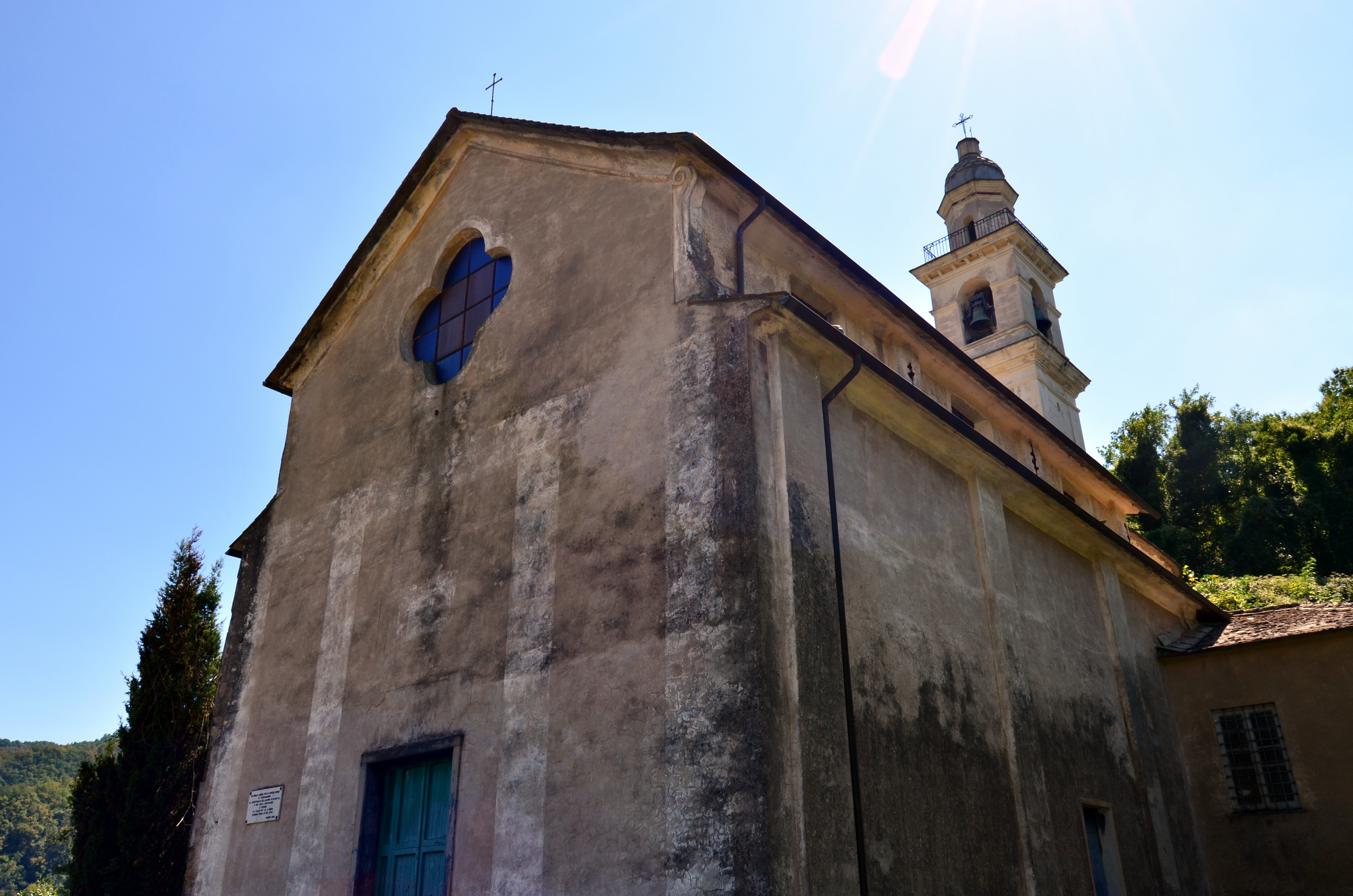
La chiesa parrocchiale di San Martino nella frazione di Dezerega

L'economia del comune si basa soprattutto sull'agricoltura, specie nella coltivazione dell'olivo e della vite, e sulla lavorazione dell'ardesia finalizzata ad un uso edilizio ed a elementi d'arredo, oppure artistico.

## Infrastrutture e trasporti

### Strade
Il territorio di Coreglia Ligure è attraversato principalmente dalla strada provinciale 58 della Crocetta che, attraverso il passo omonimo, permette il collegamento stradale a sud con Rapallo, e quindi con la costa del Tigullio. Nel fondovalle, verso la val Fontanabuona, la stessa provinciale s'innesta tra le località di Pian dei Manzi e Pian dei Ratti con la strada statale 225 della Val Fontanabuona nel tratto comunale di Orero.

### Mobilità urbana
Dal comune di Cicagna un servizio di trasporto pubblico locale gestito dall'AMT garantisce quotidiani collegamenti bus con Coreglia Ligure e per le altre località del territorio comunale.

## Amministrazione

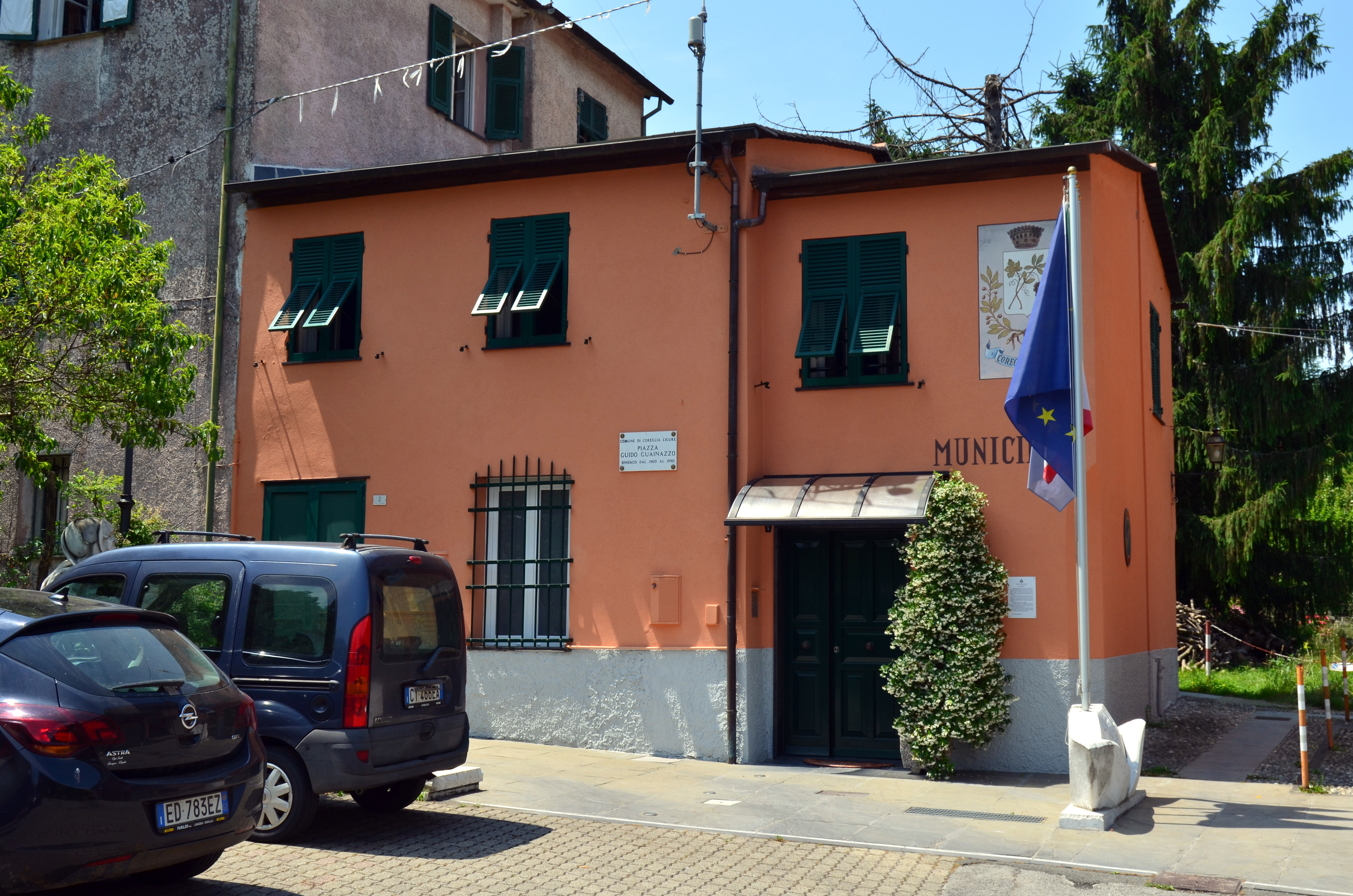
Il municipio presso la località di Pian dei Manzi

| Periodo        | Periodo        | Primo cittadino  | Partito                                               | Carica  | Note |
| -------------- | -------------- | ---------------- | ----------------------------------------------------- | ------- | ---- |
| 1946           | 1951           | Nicola Queirolo  | DC                                                    | Sindaco |      |
| 1951           | 1956           | Giuseppe Olivari | DC                                                    | Sindaco |      |
| 1956           | 1960           | Luigi Cerro      | DC                                                    | Sindaco |      |
| 1960           | 10 giugno 1990 | Guido Guainazzo  | DC                                                    | Sindaco |      |
| 10 giugno 1990 | 24 aprile 1995 | Luigi Primi      | DC                                                    | Sindaco |      |
| 24 aprile 1995 | 14 giugno 1999 | Luigi Primi      | lista civica di centro                                | Sindaco |      |
| 14 giugno 1999 | 14 giugno 2004 | Luigi Primi      | Per la nostra gente (lista civica di centro)          | Sindaco |      |
| 14 giugno 2004 | 8 giugno 2009  | Elio Cuneo       | Per la nostra gente (lista civica di centro)          | Sindaco |      |
| 8 giugno 2009  | 26 maggio 2014 | Elio Cuneo       | Per la nostra gente (lista civica di centro-sinistra) | Sindaco |      |
| 26 maggio 2014 | 27 maggio 2019 | Elio Cuneo       | Per la nostra gente (lista civica di centro-sinistra) | Sindaco |      |
| 27 maggio 2019 | 10 giugno 2024 | Ermano Noce      | Per la nostra gente (lista civica di centro-sinistra) | Sindaco |      |
| 10 giugno 2024 | in carica      | Ermano Noce      | Per la nostra gente (lista civica di centro-sinistra) | Sindaco |      |

### Gemellaggi
Coreglia Ligure è gemellata con:
- Coreglia Antelminelli, dal 2005

Da allora ogni anno viene organizzato un incontro tra le due comunità sempre nel periodo estivo compreso tra luglio e agosto.